# Paul Tschang In-nam
Paul Tschang In-nam (Seul, 30 ottobre 1949) è un arcivescovo cattolico sudcoreano, dal 19 ottobre 2002 arcivescovo titolare di Amanzia.

## Biografia
È nato a Seul il 30 ottobre 1949.
Ha studiato presso l'Università Cattolica di Gwangju.
Il 17 dicembre 1976 ha ricevuto l'ordinazione presbiterale dal vescovo e futuro cardinale Nicholas Cheong Jin-suk.
Dopo aver prestato servizio per diversi anni in alcune parrocchie e come sottosegretario della Conferenza dei Vescovi Cattolici di Corea, si è trasferito a Roma, ottenendo nel 1985 il dottorato in teologia dogmatica alla Pontificia Università Lateranense.
Nello stesso anno, ha iniziato la sua carriera diplomatica presso la Santa Sede, prestando servizio nelle seguenti nunziature: El Salvador, Etiopia, Siria, Francia, Grecia e Belgio.
Oltre al coreano, conosce l’italiano, l’inglese, il tedesco, il francese e lo spagnolo.

### Ministero episcopale
Il 19 ottobre 2002 papa Giovanni Paolo II lo ha nominato arcivescovo titolare di Amanzia e nunzio apostolico in Bangladesh, divenendo il primo nunzio apostolico sudcoreano nella storia della Chiesa.
Il 6 gennaio 2003 ha ricevuto la consacrazione episcopale per imposizione delle mani dello stesso pontefice, co-consacranti gli arcivescovi Leonardo Sandri e Antonio Maria Vegliò, che in seguito diventeranno entrambi cardinali.
Il 27 agosto 2007 papa Benedetto XVI lo ha trasferito alla nunziatura in Uganda, dove è rimasto fino al 4 agosto 2012, quando è stato nominato nunzio apostolico in Thailandia e Cambogia e delegato apostolico in Birmania e Laos.
L'8 febbraio 2017 ha presentato al governo della Birmania una proposta per lo stabilimento delle piene relazioni diplomatiche e ricevette l'approvazione del Parlamento birmano il 10 marzo seguente. Di conseguenza, il 12 agosto dello stesso anno è divenuto il primo nunzio apostolico del Paese.
Il 16 luglio 2022 papa Francesco lo ha nominato nunzio apostolico nei Paesi Bassi. Il 13 febbraio 2025 ha lasciato l'incarico per raggiunti limiti di età.

## Genealogia episcopale
La genealogia episcopale è:
- Cardinale Scipione Rebiba
- Cardinale Giulio Antonio Santori
- Cardinale Girolamo Bernerio, O.P.
- Arcivescovo Galeazzo Sanvitale
- Cardinale Ludovico Ludovisi
- Cardinale Luigi Caetani
- Cardinale Ulderico Carpegna
- Cardinale Paluzzo Paluzzi Altieri degli Albertoni
- Papa Benedetto XIII
- Papa Benedetto XIV
- Papa Clemente XIII
- Cardinale Enrico Benedetto Stuart
- Papa Leone XII
- Cardinale Chiarissimo Falconieri Mellini
- Cardinale Camillo Di Pietro
- Cardinale Mieczysław Halka Ledóchowski
- Cardinale Jan Maurycy Paweł Puzyna de Kosielsko
- Arcivescovo Józef Bilczewski
- Arcivescovo Bolesław Twardowski
- Arcivescovo Eugeniusz Baziak
- Papa Giovanni Paolo II
- Arcivescovo Paul Tschang In-nam